# Danh sách tiểu hành tinh: 20201–20300
| Tên                    | Tên đầu tiên | Ngày phát hiện       | Nơi phát hiện | Người phát hiện                                  |
| ---------------------- | ------------ | -------------------- | ------------- | ------------------------------------------------ |
| 20201 -                | 1997 EK6     | 6 tháng 3 năm 1997   | Kleť          | Kleť                                             |
| 20202 -                | 1997 EC25    | 7 tháng 3 năm 1997   | Kitt Peak     | Spacewatch                                       |
| 20203 -                | 1997 ED25    | 7 tháng 3 năm 1997   | Kitt Peak     | Spacewatch                                       |
| 20204 Yuudurunosato    | 1997 EV25    | 1 tháng 3 năm 1997   | Nanyo         | T. Okuni                                         |
| 20205 -                | 1997 EJ34    | 4 tháng 3 năm 1997   | Socorro       | LINEAR                                           |
| 20206 -                | 1997 FA4     | 31 tháng 3 năm 1997  | Socorro       | LINEAR                                           |
| 20207 -                | 1997 FB4     | 31 tháng 3 năm 1997  | Socorro       | LINEAR                                           |
| 20208 -                | 1997 FC4     | 31 tháng 3 năm 1997  | Socorro       | LINEAR                                           |
| 20209                  | 1997 FE5     | 30 tháng 3 năm 1997  | Xinglong      | Chương trình tiểu hành tinh Bắc Kinh Schmidt CCD |
| 20210 -                | 1997 GQ7     | 2 tháng 4 năm 1997   | Socorro       | LINEAR                                           |
| 20211 -                | 1997 GK8     | 2 tháng 4 năm 1997   | Socorro       | LINEAR                                           |
| 20212 -                | 1997 GR8     | 3 tháng 4 năm 1997   | Socorro       | LINEAR                                           |
| 20213 -                | 1997 GE20    | 5 tháng 4 năm 1997   | Socorro       | LINEAR                                           |
| 20214 -                | 1997 GL21    | 6 tháng 4 năm 1997   | Socorro       | LINEAR                                           |
| 20215 -                | 1997 GQ26    | 7 tháng 4 năm 1997   | Kitt Peak     | Spacewatch                                       |
| 20216                  | 1997 GS27    | 9 tháng 4 năm 1997   | Xinglong      | Chương trình tiểu hành tinh Bắc Kinh Schmidt CCD |
| 20217 -                | 1997 GK33    | 3 tháng 4 năm 1997   | Socorro       | LINEAR                                           |
| 20218 -                | 1997 GT34    | 3 tháng 4 năm 1997   | Socorro       | LINEAR                                           |
| 20219 -                | 1997 GP36    | 6 tháng 4 năm 1997   | Socorro       | LINEAR                                           |
| 20220 -                | 1997 GA40    | 7 tháng 4 năm 1997   | La Silla      | E. W. Elst                                       |
| 20221 -                | 1997 HV8     | 30 tháng 4 năm 1997  | Socorro       | LINEAR                                           |
| 20222 -                | 1997 HP11    | 30 tháng 4 năm 1997  | Socorro       | LINEAR                                           |
| 20223 -                | 1997 HK16    | 30 tháng 4 năm 1997  | Kitt Peak     | Spacewatch                                       |
| 20224 Johnrae          | 1997 JR13    | 3 tháng 5 năm 1997   | La Silla      | E. W. Elst                                       |
| 20225 -                | 1997 MG1     | 26 tháng 6 năm 1997  | Kitt Peak     | Spacewatch                                       |
| 20226 -                | 1997 NG6     | 11 tháng 7 năm 1997  | Lake Clear    | K. A. Williams                                   |
| 20227 -                | 1997 WS35    | 29 tháng 11 năm 1997 | Socorro       | LINEAR                                           |
| 20228 Jeanmarcmari     | 1997 XG      | 3 tháng 12 năm 1997  | Caussols      | ODAS                                             |
| 20229 -                | 1997 XX4     | 6 tháng 12 năm 1997  | Caussols      | ODAS                                             |
| 20230 Blanchard        | 1997 XH5     | 6 tháng 12 năm 1997  | Caussols      | ODAS                                             |
| 20231 -                | 1997 YK      | 18 tháng 12 năm 1997 | Oizumi        | T. Kobayashi                                     |
| 20232 -                | 1997 YK2     | 21 tháng 12 năm 1997 | Oizumi        | T. Kobayashi                                     |
| 20233                  | 1998 AZ6     | 5 tháng 1 năm 1998   | Xinglong      | Chương trình tiểu hành tinh Bắc Kinh Schmidt CCD |
| 20234 Billgibson       | 1998 AV9     | 6 tháng 1 năm 1998   | Anderson Mesa | M. W. Buie                                       |
| 20235 -                | 1998 BA7     | 24 tháng 1 năm 1998  | Oizumi        | T. Kobayashi                                     |
| 20236 -                | 1998 BZ7     | 24 tháng 1 năm 1998  | Haleakala     | NEAT                                             |
| 20237 -                | 1998 CC3     | 6 tháng 2 năm 1998   | La Silla      | E. W. Elst                                       |
| 20238 -                | 1998 DT7     | 23 tháng 2 năm 1998  | Haleakala     | NEAT                                             |
| 20239 -                | 1998 DT12    | 24 tháng 2 năm 1998  | Kitt Peak     | Spacewatch                                       |
| 20240 -                | 1998 DC13    | 24 tháng 2 năm 1998  | Haleakala     | NEAT                                             |
| 20241 -                | 1998 DV23    | 27 tháng 2 năm 1998  | Caussols      | ODAS                                             |
| 20242 Sagot            | 1998 DN27    | 27 tháng 2 năm 1998  | Bédoin        | P. Antonini                                      |
| 20243 -                | 1998 DB36    | 25 tháng 2 năm 1998  | La Silla      | E. W. Elst                                       |
| 20244 -                | 1998 EF      | 1 tháng 3 năm 1998   | Oizumi        | T. Kobayashi                                     |
| 20245 -                | 1998 EL5     | 1 tháng 3 năm 1998   | Kitt Peak     | Spacewatch                                       |
| 20246 Frappa           | 1998 ER6     | 1 tháng 3 năm 1998   | Caussols      | ODAS                                             |
| 20247                  | 1998 EB9     | 2 tháng 3 năm 1998   | Xinglong      | Chương trình tiểu hành tinh Bắc Kinh Schmidt CCD |
| 20248                  | 1998 EE10    | 2 tháng 3 năm 1998   | Xinglong      | Beijing Schmidt CCD Asteroid Program             |
| 20249 -                | 1998 EM10    | 1 tháng 3 năm 1998   | La Silla      | E. W. Elst                                       |
| 20250 -                | 1998 EP11    | 1 tháng 3 năm 1998   | La Silla      | E. W. Elst                                       |
| 20251 -                | 1998 EA12    | 1 tháng 3 năm 1998   | La Silla      | E. W. Elst                                       |
| 20252 Eyjafjallajökull | 1998 EY13    | 1 tháng 3 năm 1998   | La Silla      | E. W. Elst                                       |
| 20253                  | 1998 EJ21    | 1 tháng 3 năm 1998   | Xinglong      | Chương trình tiểu hành tinh Bắc Kinh Schmidt CCD |
| 20254 Úpice            | 1998 FE2     | 21 tháng 3 năm 1998  | Ondřejov      | P. Pravec                                        |
| 20255 -                | 1998 FX2     | 22 tháng 3 năm 1998  | Socorro       | LINEAR                                           |
| 20256 Adolfneckař      | 1998 FC3     | 23 tháng 3 năm 1998  | Ondřejov      | P. Pravec                                        |
| 20257 -                | 1998 FL6     | 18 tháng 3 năm 1998  | Kitt Peak     | Spacewatch                                       |
| 20258 -                | 1998 FF10    | 24 tháng 3 năm 1998  | Caussols      | ODAS                                             |
| 20259 Alanhoffman      | 1998 FV10    | 24 tháng 3 năm 1998  | Caussols      | ODAS                                             |
| 20260 -                | 1998 FL11    | 22 tháng 3 năm 1998  | Oizumi        | T. Kobayashi                                     |
| 20261                  | 1998 FM12    | 19 tháng 3 năm 1998  | Xinglong      | Chương trình tiểu hành tinh Bắc Kinh Schmidt CCD |
| 20262 -                | 1998 FB14    | 25 tháng 3 năm 1998  | Haleakala     | NEAT                                             |
| 20263 -                | 1998 FF16    | 25 tháng 3 năm 1998  | Gekko         | T. Kagawa                                        |
| 20264 Chauhan          | 1998 FV20    | 20 tháng 3 năm 1998  | Socorro       | LINEAR                                           |
| 20265 Yuyinchen        | 1998 FP23    | 20 tháng 3 năm 1998  | Socorro       | LINEAR                                           |
| 20266 Danielchoi       | 1998 FK26    | 20 tháng 3 năm 1998  | Socorro       | LINEAR                                           |
| 20267 -                | 1998 FU27    | 20 tháng 3 năm 1998  | Socorro       | LINEAR                                           |
| 20268 Racollier        | 1998 FC28    | 20 tháng 3 năm 1998  | Socorro       | LINEAR                                           |
| 20269 -                | 1998 FF28    | 20 tháng 3 năm 1998  | Socorro       | LINEAR                                           |
| 20270 Phildeutsch      | 1998 FR30    | 20 tháng 3 năm 1998  | Socorro       | LINEAR                                           |
| 20271 Allygoldberg     | 1998 FK32    | 20 tháng 3 năm 1998  | Socorro       | LINEAR                                           |
| 20272 Duyha            | 1998 FH33    | 20 tháng 3 năm 1998  | Socorro       | LINEAR                                           |
| 20273 -                | 1998 FO37    | 20 tháng 3 năm 1998  | Socorro       | LINEAR                                           |
| 20274 Halperin         | 1998 FZ40    | 20 tháng 3 năm 1998  | Socorro       | LINEAR                                           |
| 20275 -                | 1998 FR41    | 20 tháng 3 năm 1998  | Socorro       | LINEAR                                           |
| 20276 -                | 1998 FO42    | 20 tháng 3 năm 1998  | Socorro       | LINEAR                                           |
| 20277 -                | 1998 FL44    | 20 tháng 3 năm 1998  | Socorro       | LINEAR                                           |
| 20278 Qileihang        | 1998 FP45    | 20 tháng 3 năm 1998  | Socorro       | LINEAR                                           |
| 20279 Harel            | 1998 FZ47    | 20 tháng 3 năm 1998  | Socorro       | LINEAR                                           |
| 20280 -                | 1998 FQ49    | 20 tháng 3 năm 1998  | Socorro       | LINEAR                                           |
| 20281 Kathartman       | 1998 FZ49    | 20 tháng 3 năm 1998  | Socorro       | LINEAR                                           |
| 20282 Hedberg          | 1998 FT51    | 20 tháng 3 năm 1998  | Socorro       | LINEAR                                           |
| 20283 Elizaheller      | 1998 FG55    | 20 tháng 3 năm 1998  | Socorro       | LINEAR                                           |
| 20284 Andreilevin      | 1998 FL58    | 20 tháng 3 năm 1998  | Socorro       | LINEAR                                           |
| 20285 Lubin            | 1998 FU58    | 20 tháng 3 năm 1998  | Socorro       | LINEAR                                           |
| 20286 Michta           | 1998 FT59    | 20 tháng 3 năm 1998  | Socorro       | LINEAR                                           |
| 20287 Munteanu         | 1998 FT61    | 20 tháng 3 năm 1998  | Socorro       | LINEAR                                           |
| 20288 Nachbaur         | 1998 FR62    | 20 tháng 3 năm 1998  | Socorro       | LINEAR                                           |
| 20289 Nettimi          | 1998 FQ64    | 20 tháng 3 năm 1998  | Socorro       | LINEAR                                           |
| 20290 Seanraj          | 1998 FJ65    | 20 tháng 3 năm 1998  | Socorro       | LINEAR                                           |
| 20291 Raumurthy        | 1998 FF67    | 20 tháng 3 năm 1998  | Socorro       | LINEAR                                           |
| 20292 Eduardreznik     | 1998 FV70    | 20 tháng 3 năm 1998  | Socorro       | LINEAR                                           |
| 20293 Sirichelson      | 1998 FQ72    | 20 tháng 3 năm 1998  | Socorro       | LINEAR                                           |
| 20294 -                | 1998 FA73    | 27 tháng 3 năm 1998  | Caussols      | ODAS                                             |
| 20295 -                | 1998 FF75    | 24 tháng 3 năm 1998  | Socorro       | LINEAR                                           |
| 20296 Shayestorm       | 1998 FL76    | 24 tháng 3 năm 1998  | Socorro       | LINEAR                                           |
| 20297 -                | 1998 FQ76    | 24 tháng 3 năm 1998  | Socorro       | LINEAR                                           |
| 20298 Gordonsu         | 1998 FW77    | 24 tháng 3 năm 1998  | Socorro       | LINEAR                                           |
| 20299 -                | 1998 FH78    | 24 tháng 3 năm 1998  | Socorro       | LINEAR                                           |
| 20300 Arjunsuri        | 1998 FE84    | 24 tháng 3 năm 1998  | Socorro       | LINEAR                                           |